# Edme-François Mallet
Pour les articles homonymes, voir Mallet.
L’abbé Edme-François Mallet, né le 29 janvier 1713 à Melun et mort le 25 septembre 1755 à Château-Renard, est un théologien et encyclopédiste français.
Il participa à l’Encyclopédie de Diderot et d’Alembert pour laquelle il écrivit plus de deux mille articles portant principalement sur la théologie, l’histoire ancienne et moderne et la littérature.

## Biographie
Edme-François Mallet est le fils de Louis Mallet, potier d'étain à Melun, et de Michele Bernard. Il fait ses études au collège des Barnabites de Montargis avant de s’installer à Paris où il devient le précepteur d’Ange Laurent Lalive de Jully, futur Introducteur des ambassadeurs et membre honoraire de l’Académie royale de peinture.
Il entre en licence en 1742 à la Faculté de théologie de Paris et est agrégé à la Maison et société royale de Navarre. La coutume voulait qu’à la fin des licences, les deux premières places aillent aux prieurs de Sorbonne, les deux suivantes aux élèves diplômés les plus doués et la cinquième au meilleur élève sans diplômes. Mallet obtint la cinquième place à l’unanimité.
En 1742, il est choisi comme précepteur du deuxième et du troisième fils de la princesse de Rohan-Guéméné, le prince de Montbazon et l'abbé prince de Rohan (futur cardinal de Rohan). En 1743 ou 1744, il est nommé curé de la petite paroisse de Pecqueux en Brie près de Melun, où il s'échappe « de l'esclavage des grands ».
En 1747, il publie un Essai sur l’étude des belles-lettres. 
À la mort de sa mère, en 1751, il retourne s’installer à Paris pour occuper une chaire de théologie au Collège de Navarre. En 1753, il publie un Essai sur les bienséances oratoires et son Principes pour la lecture des Orateurs dans trois tomes. En 1754, il publie son Principes pour la lecture des Poëtes. Il traduit également l'Histoire des guerres civiles de France de Enrico Caterino Davila qui ne sera publiée qu’après sa mort en 1757 : les notes sont de lui et de son ami l'avocat Grosley. Il commence à réunir des sources pour s’atteler à deux grands projets : une Histoire générale de toutes les guerres de France de l’établissement de la monarchie jusqu’à Louis XIV et une Histoire du Concile de Trente.
Il rejoint les auteurs de l’Encyclopédie dont il devient le théologien et historien attitré pour les premiers volumes, mais, avant l’accomplissement du projet, il meurt en septembre 1755 à Château-Renard, dans le diocèse de Sens: il est alors professeur au collège de Navarre et chanoine de la cathédrale de Verdun. Il aura néanmoins eu le temps d’écrire plus de deux mille articles. L’avertissement des éditeurs du sixième tome de l’Encyclopédie lui rend un dernier hommage.

## Jugements de ses contemporains
- d'Alembert, « Eloge de l'abbé Mallet », mis à la tête du sixième volume de l'Encyclopédie, 1756, p. III-V.  « Son esprit ressemblait à son style ; il l'avait juste, net, facile et sans affectation ; mais ce qui doit principalement faire le sujet de son éloge, c'est l'attachement qu'il montra toujours pour ses amis, sa candeur, son caractère doux et modeste [...] Pendant la dernière assemblée du clergé, il fit, à la prière d'un des principaux membres de cette assemblée, plusieurs mémoires théologiques qui établissaient de la manière la plus nette et la plus solide, la vérité, la concorde et la paix. [...] Ennemi de la persécution,...  »
- abbé Antoine Sabatier de Castres, Les trois siècles de littérature..., Amsterdam-Paris, 1774, tome 3, p. 28-30. Ouvrage numérisé.

## Controverses
Les opinions exprimées dans ses articles ont suscité des controverses.
Si l’abbé Mallet fait preuve d’une très grande érudition, ses prises de position dans les articles théologiques et son ton catégorique peuvent amener le lecteur à se demander pourquoi il fut choisi comme rédacteur pour ce genre d’articles, qui avaient pour but de relativiser, voire de ridiculiser la religion. En effet, l’abbé Mallet semble faire preuve d’un esprit orthodoxe pour tout ce qui touche à la religion. Il manifeste notamment une haine féroce pour toutes les croyances hérétiques.
Il apparaît que l’abbé Mallet était recommandé par Mgr Boyer, évêque de Mirepoix, ennemi acharné des jansénistes et des philosophes des Lumières. Il est possible que Mallet ait été un cheval de Troie à son service, tout en agissant comme un garde-fou : si l’Encyclopédie à ses débuts avait dépassé les limites de la décence de l’époque en matière de religion, peut-être le projet aurait-il connu bien plus de difficultés par la suite qu’il n’en a réellement eu.